# Bernhard Aschner
Bernhard Aschner (né le 27 janvier 1883 à Vienne, mort le 9 mars 1960 à New York) est un physiologiste et médecin autrichien.

## Biographie
Il étudie la médecine à Vienne et travaille aussi à l'institut d'anatomie puis à l'université de médecine de Vienne. En 1907, il reçoit son doctorat et devient chirurgien. En 1908, il décrit le réflexe oculocardiaque. En 1912, il renonce au judaïsme. Il fait son service militaire comme médecin assistant. En 1913, il devient médecin assistant à la clinique pour femme de Halle, en février 1914 il reçoit une habilitation pour la gynécologie et l'obstétrique.
Aschner s'intéresse particulièrement aux hormones que l'on commence à découvrir, ses études portent sur la  glande interstitielle de l'ovaire et l'hypophyse. Il pense qu'un centre végétatif, un "centre menstruel" dans le diencéphale, a une influence sur la sphère génitale. En 1918, il est le premier à parler d'un centre sexuel ("Sexualzentrum") dans le cerveau.
Pour ses services dans les hôpitaux de l'armée commune, il est fait chevalier de l'ordre de François-Joseph. En plus de son travail en tant que conférencier, il dirige la polyclinique pour femmes de l'hôpital général de Vienne.
Après l'Anschluss en 1938, il est licencié de son poste d'enseignant à cause de son origine juive et émigre aux États-Unis. Il ouvre un cabinet à New York et un service consacré à l'arthrite à Bedford-Stuyvesant puis au centre hospitalier de Bronx-Lebanon. En 1945, Aschner est naturalisé. Il continue à étudier l'endocrinologie et s'intéresse à l'histoire de la médecine. Dans le traitement des rhumatismes et de l'arthrite, il préfère les remèdes naturels selon la théorie des humeurs.

## Source de la traduction
- (de) Cet article est partiellement ou en totalité issu de l’article de Wikipédia en allemand intitulé « Bernhard Aschner » (voir la liste des auteurs).